# Asami Usuda
Asami Usuda (臼田あさ美 Usuda Asami) es una actriz y modelo japonesa.

## Vida personal
El 14 de enero de 2017, anunció que se casó con el baterista de la banda OKAMOTO'S, Reiji Okamoto.
El 26 de marzo de 2018, anunció que estaba embarazada, y en junio de ese mismo año dio a luz a una niña.

## Filmografía

### Televisión
- Ie Uru Onna (NTV / 2016)
- Designer Baby (NHK / 2015)
- Mondai no Aru Restaurant (Fuji TV / 2015)
- Sutekina Sen TAXI (Fuji TV-KTV / 2014)
- HENSHIN (WOWOW / 2014)
- Shinigami-kun (TV Asahi / 2014) (ep.4)
- Woman (NTV / 2013)
- Otomesan (TV Asahi / 2013)
- Itsuka Hi no Ataru Basho de (NHK / 2013) (ep.2)
- Mahoro Eki Mae Bangaichi (TV Tokyo / 2013)
- Meitantei Conan SP 4 (YTV, 2012)
- ATARU (TBS, 2012, ep5)
- Bunshin (WOWOW, 2012)
- Kurumi no Heya (NHK, 2011)
- Suzuki Sensei  (TV Tokyo, 2011)[1]
- Control ~ Hanzai Shinri Sousa (Fuji TV, 2011)
- Misaki Number One!! (NTV, 2011)
- Hotaru no Hikaru 2 (NTV, 2010)
- Tokyo DOGS (Fuji TV, 2009)
- Mei-chan no Shitsuji (Fuji TV, 2009)
- Daisuki!! (TBS, 2008)
- Gekidan Engimono Lonely My Room (Fuji TV, 2005)
- Umizaru (Fuji TV, 2005)
- Yonimo Kimyona Monogatari 2005 Bijokan (Fuji TV, 2005)
- Hitonatsu no Papa e (TBS, 2003)

### Cine
- Owatta Hito (2018)
- Honey (2018)
- Pumpkin and Mayonnaise (2017)
- Guko Roku (2017)
- Guddo Sutoraipusu (2015)
- Saihate nite - Kakegae no Nai Basho (2015)
- Suzuki Sensei (2013)
- Cold Bloom (2013)
- The Woodsman and the Rain (2012)
- Tokyo Playboy Club (2011)
- The Great Adventure Of Hutch The Honeybee (2010)
- Rambling Hearts (2010)
- The Shikisoku Generation (2009)
- Koizora (2007)
- Limit of Love: Umizaru (2006)
- Ski Jumping Pairs: Road to Torino 2006 (2006)
- A Heartful of Love (2005)
- Into a Dream (2005)
- Yaji and Kita: The Midnight Pilgrims (2005)